# Jak rozkochać milionera
Jak rozkochać milionera (ang. Kristin, 2001) – amerykański serial komediowy nadawany przez stację NBC od 5 czerwca do 10 lipca 2001 roku. W Polsce nadawany przez Comedy Central Polska. Serial został zdjęty z anteny po emisji szóstego odcinka. Powodem była niska oglądalność serialu.

## Opis fabuły
Serial opowiada o perypetiach Kristin Yancey (Kristin Chenoweth), która otrzymuje pracę w Nowym Jorku jako sekretarka.

## Obsada
- Kristin Chenoweth jako Kristin Yancey
- Jon Tenney jako Tommy Ballantine
- Ana Ortiz jako Santa Clemente
- Larry Romano jako Aldo Bonnadonna